# André Luiz Rodrigues Lopes
André Luiz Rodrigues Lopes (født 15. februar 1985) er en brasiliansk fodboldspiller.